# 埃利奧特縣 (肯塔基州)
埃利奧特县（英語：Elliott County）是位於美國肯塔基州東北部的一個縣。面積609平方公里。根據美國2000年人口普查，共有人口6,748人。縣治桑迪胡克 （Sandy Hook）。
成立於1869年1月26日。縣名可能紀念州議員約翰·L·埃利奧特或其子，聯邦眾議員、美利堅邦聯國會議員約翰·彌爾頓·埃利奧特 （John Milton Elliot）。